# 鼓樓 (順天府通州)
39°54′33″N 116°39′45″E / 39.9090622°N 116.66247°E

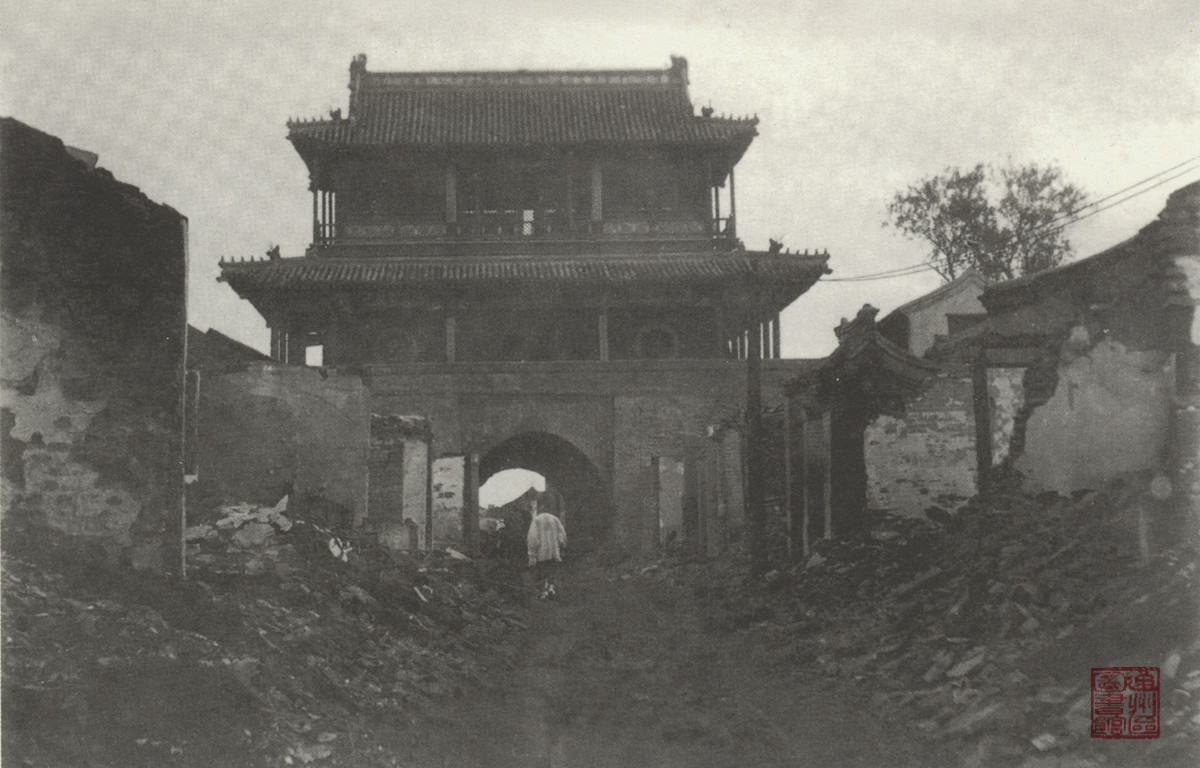
八国联军洗劫后的通州鼓樓。

鼓樓（又称钟鼓楼）是顺天府通州北大街南部，堂子胡同和教子胡同之间的位置，现已不存。鼓楼是城门洞式建筑，鼓楼南面写有“声闻九天”，1548年重建后变为“先声四达”，背面为“声灵赫濯”和“北平巨镇”。这里曾是通州繁华的商业中心。

## 历史
通州区政协文史和学习委员会特邀委、通州区民间艺术家协会会长张正推测，鼓楼可能实在元代齐政楼旧址上修建。嘉靖十七年（1538年）通州发生大火，嘉靖二十七年（1548年），在鼓楼旧址重建。万历三十七年（1609年）、顺治四年（1647年）修缮。康熙十八年（1679年）七月二十八日地震，康熙四十四年（1705年）重建。雍正元年（1723年）、嘉庆、道光、同治年间重修。
1900年8月12日，八国联军入侵通州城，在用花炮轰炸城内后，从鼓楼开始纵火，前后左右四条大街（北大街、东大街、西大街和南大街）都化为了灰烬。1920年再次重修。南面的匾额覆盖为“新民堂”匾；北面悬挂“声灵赫濯”、“北平巨镇”匾；楼上内部悬挂了六块新匾，“安民以惠”、“保商卫民”、“助长灵长”、“德惠群黎”、“功昭守助”、“安民则惠”，摘掉了原来的“见义勇为”、“稳步天衢”、“除暴安良”、“在都锁钥”匾。
新中国成立后，鼓楼办过有线广播、图书借阅、少年之家，还举办过政治展览。1968年冬天拆除，材料运往大厂县潮白河滩建设五七干校。

## 功能
鼓楼的功能是报时、报警。

### 报时
- 同治年间：暮鼓晨钟，不同时间敲击的频率不同[1]。
- 光绪年间：早、午、晚敲击：早午先慢击18响，之后稍快击18响，最后快击18响；晚上先击鼓，后撞钟[1]。
- 民国：早午：先慢后快各六响，每次两遍；晚上先敲鼓后撞钟，快慢各六次，每次敲击三遍[1]。

### 报警
一旦发生火灾，会根据方向进行敲击，指挥人们去救火。

## 习俗
乾隆、嘉庆年间的正月十五，一直到1921年，围绕鼓楼刷挂彩灯供人观赏。

## 文化
通州流传着“雷瘸子得道修仙”的神话传说：在鼓楼当差的雷瘸子为了让在窑厂做工的穷苦人少受苦，就早晨晚敲钟，晚上早击鼓。感动上天，雷瘸子就成仙了。临走时，在同一个时间分别向朋友们告别。多年后“鹤发童颜”回家探母。
|  | 通州 新城 北門 南門 新城南門 西門 東門 北極閣 文昌閣 敵樓 舊敵樓 鼓樓 文殊塔 南溪閘 減水閘 通流閘 新城大街 西大街 北大街 东大街 南关大街 南大街 西顺城街 天成巷 帥府街 東關大街 十字街 大、小紅牌樓胡同 新街下坡胡同 新街口 西倉 南倉 中倉 馬家胡同 熊家胡同 四眼井胡同 史家胡同 白將胡同 大条胡同 二条 三条胡同 小燒酒胡同 半截胡同 大燒酒胡同 中倉胡同 倉溝 史家胡同 石板胡同 如意胡同 蔡家胡同 教子胡同 東塔胡同 前剪子巷 后剪子巷 豆腐巷 八里橋 通利橋 哈叭橋 善人橋 臥虎橋 吾党橋 東水關 南水關 東海 西海 葫蘆頭 石壩 土壩 北運河 通州衛 理事廳 倉場署 刑錢府 江蘇局 浙江局 貢院 後營 東營房 西營房胡同 定邊衛 北後街 南街 黃亭 聖教寺 慈航寺 靜安寺 觀昌寺 文廟 武聖廟 大關廟 龍王觀 三官廟 萬壽宫 碧霞宫 射園 北果市 牛市口 魚市 糧食市 江米店 東柵欄口 西柵欄口 玉带河 |
|  | 光緒《通州志》中的“城池圖” |